# Akira Yoshino
Akira Yoshino (吉野 彰 Yoshino Akira, Suita, 30 januari 1948) is een Japans scheikundige. Hij is als hoogleraar verbonden aan de Meijō-universiteit en werkzaam bij het chemische bedrijf Asahi Kasei. Hij is bekend van zijn werk aan moderne Lithium-ion-accus en hij creëerde de eerste veilige, voor productie-geschikte lithium-ionbatterij (LIB). Voor zijn werk hierin kreeg hij in 2019 samen met John B. Goodenough en M. Stanley Whittingham de Nobelprijs voor Scheikunde.

## Biografie
Yoshino studeerde aan de Kitano High School in Osaka en behaalde zowel zijn bachelor (1970) als zijn mastergraad in de petrochemie (1972) aan de Universiteit van Kioto. In 2005 promoveerde hij in de engineering aan de Universiteit van Osaka.
Zijn niet-academische carrière bracht Yoshino door bij Asahi Kasei Corporation waar hij in 1972, na het behalen van master, als technicus begon. In 1982 was hij werkzaam in het Kawasaki Laboratorium en werd hij in 1992 benoemd tot manager van de ontwikkelafdeling voor lithium-batterijen.
Twee jaar later werd manager van de technische ontwikkelingafdeling voor de LIB-fabrikant A&T Battery Corporation, een joint venture tussen Asahi Kasei en Toshiba. In 2005 kreeg hij de leiding over een eigen laboratorium. Sedert 2027 is hij hoogleraar aan de Meijō-universiteit.

## Lithium-ion-accu
Beginnend in de jaren tachtig begon Yoshino onderzoek te doen naar goedkope oplaadbare batterijen op basis van polyacetyleen (C2H2)n. Polyacetyleen, een bijproduct van de olieraffinaderij, is een elektrisch geleidend polymeer die werd uitgevonden door Hideki Shirakawa, Alan Heeger en Alan MacDiarmid (Nobelprijs in 2000). Voortbordurend op het eerdere pionierswerk van Goodenough bouwde Yoshino in 1983 een prototype oplaadbare batterij, met lithium-kobalt-oxide (LiCoO2) als kathode en polyacetyleen, als vervanger voor het onstabiele zuivere lithium, als anode. Dit prototype wordt nu gezien als de directe voorloper van de moderne lithium-ion-batterij, die in 1991 voor het eerst commercieel op de markt beschikbaar kwam.

## Onderscheidingen
- Lid van de Chemical Society of Japan
- 2013: Global Energy Prize
- 2014: Charles Stark Draper Prize
- 2018: Japanprijs
- 2019: European Inventor Award[3]
- 2019: Nobelprijs voor Scheikunde